# Гайтан (озеро)
Гайтан (укр. Гайтан) — озеро (старица), расположенное на территории Корюковского района (Черниговская область). Площадь — 0,0298 км² (2,98 га). Тип общей минерализации — пресное. Происхождение — речное (пойменное). Группа гидрологического режима — сточное.

## География
Длина — 0,57 км. Ширина наибольшая — 0,07 км. Озеро используется для рыболовства. Озеро образовалось вследствие русловых процессов.
Расположено на левом берегу Десны — юго-западнее посёлка (пгт) Макошино. Озерная котловина имеет овальную форму с заливом на севере. Берега пологие.
Водоём у берега зарастает прибрежной растительностью (тростник обыкновенный), а водное зеркало — водной (кувшинка белая, роголистник погружённый, кубышка жёлтая, виды рода рдест). 
Питание: дождевое и грунтовое. Зимой замерзает. 

## Охранный статус
27 апреля 1964 года водоём получил статус гидрологический памятник природы местного значения под названием Озеро «Гайтан» согласно Решению Черниговского облисполкома № 236. Также присутствует в Решениях Черниговского облисполкома 10.06.1972 года № 303, 27.12.1984 года № 454, 28.08.1989 года № 164. Находится в ведении Макошинского сельского совета, изначально — колхоза имени Т. Г. Шевченко.
Объект охраны — живописное пойменное озеро. Площадь памятника природы — 5 га. 